# Erste Schwimmverein Posen
Erste Schwimmverein Posen (I. SV) – pierwszy klub pływacki utworzony na terenie Poznania.
Klub został zarejestrowany 6 sierpnia 1910 i ta data uznawana jest za początek sportu pływackiego w Poznaniu. Mimo że klub zgłosił akces do Niemieckiego Związku Pływackiego, to jego członkami pozostawali zarówno Niemcy, jak i Polacy oraz Żydzi. Do 1922 był to jedyny w mieście klub pływacki. Przed 1914 posiadał 90 członków. W latach 1918–1930 liczba ta spadła do około 35 członków. Z uwagi na sytuację polityczną w połowie lat 30. XX wieku liczba członków dalej spadała i w styczniu 1938 klub ostatecznie zlikwidowano.